# Джастін Барта
Джа́стін Лі Ба́рта (англ. Justin Lee Bartha) — американський актор, продюсер і режисер, відомий за роллю напарника Ніколаса Кейджа у фільмі «Скарб нації».

## Біографія
Джастін Барта народився 21 липня, 1978 у Форт-Лодердейлі (штат Флорида, США) в родині Стівена Барта, агента з нерухомості, і Бетті Барта, вчительки. Коли Джастіну було 9 років, його родина переїхала до Західного Блумфільду (штат Мічиган). У віці 15 років Джастін почав займатися акторською майстерністю після того, як зламав зап'ястя, граючи в теніс. Він зіграв роль в постановці«Сон в літню ніч», після чого заснував власну дитячу театральну групу, в яку входило близько 15 учнів його школи. У театрі хлопці ставили п'єси і виступали з ними в дитячих лікарнях і початкових школах. Після цього Джастін почав брати в Детройті уроки акторської майстерності у викладачів з Нью-Йорка. Після закінчення школи в 1996 Джастін переїхав до Нью-Йорка, де у підсумку закінчив акторську працю.

## Фільмографія
| Рік  | Назва українською              | Оригінальна назва                  | Роль                |
| ---- | ------------------------------ | ---------------------------------- | ------------------- |
| 2018 | Тачка на мільйон               | Driven                             | Говард Вайцман      |
| 2016 | Нотатки від татка              | Sticky Notes                       | Браян               |
| 2009 |                                | Holy Rollers                       | Йозеф Ціммерман     |
| 2009 |                                | Long Time Gone                     | Генрі               |
| 2009 | Джек і Джилл: Любов на валізах | Jusqu'à toi                        | Джек                |
| 2009 | Нянька за викликом             | The Rebound                        | Арам Фінклштайн     |
| 2009 | Похмілля у Вегасі              | The Hangover                       | Даг Біллінгс        |
| 2009 | Нью-Йорку, я люблю тебе        | New York, I Love You               | мешканець Нью-Йорка |
| 2009 | Станція                        | The Station                        | Ерік                |
| 2007 | Скарб нації 2: Книга Таємниць  | National Treasure: Book of Secrets | Райлі Пул           |
| 2006 | Вчителі                        | Teachers                           | Джефф Кехілл        |
| 2006 | Кохання та інші неприємності   | Failure to Launch                  | Ейс                 |
| 2005 | Довірся чоловіку               | Trust the Man                      | Джаспер Бернард     |
| 2004 | Скарб нації                    | National Treasure                  | Райлі Пул           |
| 2004 | Особистий догляд               | Strip Search                       |                     |
| 2003 | Сонце карнавалу                | Carnival Sun                       | Адам Роам           |
| 2003 | Джилі (фільм)                  | Gigli                              | Браян               |
| 1999 |                                | Tag                                | Кіп Уоффард         |